# Challenger de Orléans
El Open d'Orléans es un torneo de tenis celebrado en Orleans, Francia desde el año 2005. El evento forma parte del ATP Challenger Tour y se juega en canchas duras.

## Finales anteriores

### Individuales
| Año  | Campeón               | Finalista         | Resultado           |
| ---- | --------------------- | ----------------- | ------------------- |
| 2023 | Tomáš Macháč          | Jack Draper       | 6–4, 4–6, 6–3       |
| 2022 | Grégoire Barrère      | Quentin Halys     | 4–6, 6–3, 6–4       |
| 2021 | Henri Laaksonen       | Dennis Novak      | 6–1, 2–6, 6–2       |
| 2020 | No celebrado          | No celebrado      | No celebrado        |
| 2019 | Mikael Ymer           | Grégoire Barrère  | 6–3, 7–5            |
| 2018 | Aljaž Bedene          | Antoine Hoang     | 4–6, 6–1, 7–6(6)    |
| 2017 | Norbert Gombos        | Julien Benneteau  | 6–3, 5–7, 6–2       |
| 2016 | Pierre-Hugues Herbert | Norbert Gombos    | 7–5, 4–6, 6–3       |
| 2015 | Jan-Lennard Struff    | Jerzy Janowicz    | 5–7, 6–4, 6–3       |
| 2014 | Sergiy Stakhovsky     | Thomaz Bellucci   | 6–2, 7–5            |
| 2013 | Radek Štěpánek        | Leonardo Mayer    | 6–3, 6–4            |
| 2012 | David Goffin          | Ruben Bemelmans   | 6–4, 3–6, 6–3       |
| 2011 | Michaël Llodra        | Arnaud Clément    | 7–5, 6–1            |
| 2010 | Nicolas Mahut         | Grigor Dimitrov   | 2-6, 7-6(6), 7-6(4) |
| 2009 | Xavier Malisse        | Stéphane Robert   | 6–1, 6–2            |
| 2008 | Nicolas Mahut         | Christophe Rochus | 5–7, 6–1, 7–6(2)    |
| 2007 | Olivier Rochus        | Nicolas Mahut     | 6–4, 6–4            |
| 2006 | Olivier Rochus        | Michaël Llodra    | 7–6(0), 7–6(6)      |
| 2005 | Cyril Saulnier        | Nicolas Mahut     | 6–3, 6–4            |

### Dobles
| Año  | Campeón                                | Finalista                               | Resultado           |
| ---- | -------------------------------------- | --------------------------------------- | ------------------- |
| 2023 | Constantin Frantzen Hendrik Jebens     | Henry Patten John-Patrick Smith         | 7–65, 7–612         |
| 2022 | Nicolas Mahut Édouard Roger-Vasselin   | Michael Geerts Skander Mansouri         | 6–2, 6–4            |
| 2021 | Pierre-Hugues Herbert Albano Olivetti  | Antoine Hoang Kyrian Jacquet            | 6–2, 2–6, [11–9]    |
| 2020 | No celebrado                           | No celebrado                            | No celebrado        |
| 2019 | Romain Arneodo Hugo Nys                | Hans Podlipnik Tristan-Samuel Weissborn | 6–75, 6–3, [10–1]   |
| 2018 | Luke Bambridge Jonny O'Mara            | Yannick Maden Tristan-Samuel Weissborn  | 6–2, 6–4            |
| 2017 | Guillermo Durán Andrés Molteni         | Jonathan Eysseric Tristan Lamasine      | 6–3, 6–74, [13–11]  |
| 2016 | Nikola Mektić Franko Škugor            | Ariel Behar Andrei Vasilevski           | 6–2, 7–5            |
| 2015 | Tristan Lamasine Fabrice Martin        | Ken Skupski Neal Skupski                | 6–4, 7–62           |
| 2014 | Thomaz Bellucci André Sá               | James Cerretani Andreas Siljeström      | 5–7, 6–4, [10–8]    |
| 2013 | Illya Marchenko Sergiy Stakhovsky      | Ričardas Berankis Franko Škugor         | 7–5, 6-3            |
| 2012 | Lukáš Dlouhý Gilles Müller             | Xavier Malisse Ken Skupski              | 6–2, 65–7, [10–7]   |
| 2011 | Pierre-Hugues Herbert Nicolas Renavand | David Škoch Simone Vagnozzi             | 7–5, 6–3            |
| 2010 | Pierre-Hugues Herbert Nicolas Renavand | Sébastien Grosjean Nicolas Mahut        | 7–6(3), 1–6, [10–6] |
| 2009 | Colin Fleming Ken Skupski              | Sébastien Grosjean Olivier Patience     | 6–1, 6–1            |
| 2008 | Sergiy Stakhovsky Lovro Zovko          | Jean-Claude Scherrer Igor Zelenay       | 7–6(7), 6–4         |
| 2007 | James Cerretani Frank Moser            | Tomasz Bednarek Michał Przysiężny       | 6–1, 7–6(2)         |
| 2006 | Grégory Carraz Dick Norman             | Jérôme Haehnel Jean-René Lisnard        | 7–6(6), 6–1         |
| 2005 | Julien Benneteau Nicolas Mahut         | Grégory Carraz Antony Dupuis            | 3–6, 6–4, 6–2       |